# Mary Jane Watson
Mary Jane Watson, detta anche MJ, è un personaggio dei fumetti pubblicati dalla Marvel Comics, creata da Stan Lee (testi) e John Romita Sr. (disegni) e ha fatto la sua prima apparizione in The Amazing Spider-Man # 42 (novembre 1966), prima edizione in italiano L'Uomo Ragno n. 35, prima serie, Editoriale Corno, agosto 1971. Da allora è diventata il principale interesse amoroso dell'Uomo Ragno e in seguito sua moglie. Tra i personaggi più iconici dei fumetti americani, Mary Jane è generalmente l'interesse amoroso più famoso e importante di Peter Parker a causa della loro lunga storia, in quanto è apparsa anche nella maggior parte dei media e degli adattamenti di Spider-Man.
In realtà il personaggio, disegnato da Steve Ditko, era già comparso in numeri precedenti, ma sempre inquadrato in modo che le sue fattezze non fossero riconoscibili, ma già descritta come la ragazza della porta accanto e nipote della signora Anna Watson, grande amica e vicina di May Parker. La prima di queste apparizioni parziali risale a Amazing Spider-Man n. 25, del giugno 1965 (prima edizione in italiano L'Uomo Ragno n. 20, prima serie, Editoriale Corno).
Sebbene abbia fatto una breve apparizione in The Amazing Spider-Man # 25 con una pianta che le nascondeva il viso, la prima rivelazione ufficiale del volto di Mary Jane fu in una breve apparizione in The Amazing Spider-Man # 42. Progettata e disegnata da John Romita Sr., la sua entrata è considerata una delle introduzioni più iconiche dei fumetti, grazie al suo carattere focoso e intraprendente, ai suoi capelli rossi, alla sua bellezza e alla sua battuta introduttiva "Ammettilo, tigrotto... hai appena fatto jackpot!".
Dal suo debutto, Mary Jane Watson è stata descritta come uno dei personaggi femminili senza poteri più importanti della Marvel.

## Panoramica del personaggio
Attrice e modella, Mary Jane è raffigurata come una bellissima donna giovane con gli occhi verdi e i capelli rossi, ed è il principale interesse romantico di Peter Parker per la maggior parte degli oltre cinquant'anni tra la sua prima apparizione completa nel 1966 e la trama di Soltanto un altro giorno nel 2007 (si sono sposati nel 1987). Inizialmente ha gareggiato con altre per l'affetto di Peter, in particolare con Gwen Stacy e la Gatta Nera.
John Romita Sr. ha affermato che nel disegnare Mary Jane ha usato Ann-Margret del film Ciao, ciao Birdie come riferimento, ispirandosi alla forma del suo viso, ai suoi capelli rossi e alle sue gonne corte aderenti.
Secondo il co-creatore Stan Lee, lui e Romita volevano che Gwen Stacy fosse l'unico vero amore di Spider-Man, e hanno presentato Mary Jane "solo per divertimento", ma che "in qualche modo, Mary Jane sembrava avere tutta la personalità, e per quanto abbiamo cercato di rendere Gwen più attraente, non ci siamo riusciti! Noi stessi abbiamo sentito che Mary Jane finiva non solo più bella ma anche più divertente e più interessante, e alla fine abbiamo deciso di lasciare che Peter finisse con lei, ma c'era... come se i personaggi avessero preso il sopravvento!".
L'inaspettata popolarità di Mary Jane Watson tra i lettori dopo il suo debutto ha cambiato il corso dei piani per Gwen Stacy, che doveva essere il vero amore di Peter Parker ed è stata caratterizzata come una ragazza dolce e ricca in contrasto con la subcultura degli anni '60 di Mary Jane, con la sua personalità ammaliatrice e liberata. I fan hanno sorprendentemente apprezzato di più Mary Jane e chiesero di sostituire Gwen come principale interesse amoroso di Peter Parker dal momento che i lettori trovarono Mary Jane più eccitante.
Durante le sue prime apparizioni, Mary Jane è stata scritta come contraltare all'anima gemella inizialmente prevista da Peter, Gwen Stacy, con la sua personalità estroversa e amante del divertimento (una maschera per la sua travagliata vita familiare) in contrasto con Gwen, essendo più sulla lunghezza d'onda intellettuale ed emotiva di Peter. Tuttavia, dopo la morte di Gwen nell'arco narrativo La notte in cui morì Gwen Stacy, Mary Jane, con il cuore spezzato, divenne più premurosa ed empatica, e alla fine una delle poche persone a conoscere costantemente l'identità segreta di Peter.
I nomi "Mary Jane" e "MJ" sono termini gergali comuni per la marijuana. Alla domanda su questo, Stan Lee ha affermato che era puramente casuale, che non sapeva nulla di droghe e non aveva mai provato la marijuana.
Gerry Conway, successore di Stan Lee come scrittore di The Amazing Spider-Man dal 1972, ha portato Mary Jane in prima linea nel cast e l'ha resa un serio interesse amoroso per Peter Parker. Nel 1987, Mary Jane si è sposata con Spider-Man in The Amazing Spider-Man Annual # 21 (1987). Di conseguenza, lo scrittore J.M. DeMatteis ha fatto di Mary Jane e del suo matrimonio con Spider-Man uno dei temi centrali dell'acclamato L'ultima caccia di Kraven, pubblicato lo stesso anno del matrimonio. DeMatteis ha commentato che "'L'ultima caccia di Kraven' contiene molta oscurità, ma la storia riguarda principalmente Peter e il suo viaggio verso la luce e il potere del semplice amore umano. Il motivo per cui Peter lo fa è perché ha Mary Jane nella sua vita, e questa è la sua salvezza". Nel 2007, Joe Quesada, caporedattore della Marvel, ha presieduto e disegnato il controverso Soltanto un altro giorno, in cui il matrimonio tra Peter e Mary Jane viene cancellato dalla storia e dai ricordi di tutti dal diavolo Mephisto. Quesada ha affermato di essere un accanito fan della relazione tra Peter e MJ, e in diverse interviste ha affermato che l'universo alternativo di MC2, in cui Peter e Mary Jane sono felicemente sposati, è una "progressione naturale" dei personaggi.
Sebbene il matrimonio sia stato cancellato, Mary Jane e Peter Parker sono diventati di nuovo una coppia durante il ciclo di storie di Nick Spencer. Nel 2019, ha ottenuto un fumetto spin-off, The Amazing Mary Jane, di Leah Williams, Carlos Gomez e Carlos López.

## Biografia del personaggio
Mary Jane è nata a Montoursville, in Pennsylvania, da Philip e Madeline Watson. MJ è la seconda di due figlie, con sua sorella maggiore Gayle nata quattro anni prima. A causa dei continui spostamenti della sua famiglia (come risultato dei vari lavori di insegnante del padre) MJ iniziò a sviluppare una personalità estroversa, gentile, spensierata, reattiva e comprensiva, caratteristiche che l'aiutò a fare amicizia nonostante l'apparenza superficiale, indifferente e festaiola.
Tuttavia Philip, che era anche uno scrittore fallito, sfogò la sua frustrazione sulla famiglia diventando un violento alcolizzato. Dopo che Madeline lasciò Philip, le Watson rimasero con vari parenti. Uno dei questi parenti a cui MJ era particolarmente affezionata era la zia Anna, che viveva nel Queens, a New York.

### Il liceo e il rapporto con Peter Parker
Nei primi numeri di Spider-Man, una gag ricorrente vedeva Peter Parker schivare i tentativi di sua zia May di farlo uscire con "la bella Watson della porta accanto", che Peter non aveva mai incontrato e riteneva non sarebbe stata il suo tipo, dal momento che piaceva a sua zia. Nella sua prima, vera apparizione, il volto di Mary Jane è oscurato, sebbene colpisca Liz Allan e Betty Brant per la sua incredibile bellezza. Quando incontra per la prima volta Peter, quest'ultimo resta sbalordito da quanto sia attraente e Mary Jane commenta con l'iconica battuta "Ammettilo, tigrotto... hai appena fatto centro!".
Peter inizia a frequentare Mary Jane, suscitando la gelosia di Gwen Stacy. Tuttavia, la coppia finisce per litigare in quanto Peter accusa Mary Jane di essere un'egoista egocentrica e superficiale; il ragazzo comincia a uscire con Gwen. Mary Jane frequenta per circa un anno Harry Osborn, rimanendo comunque amica intima di Peter e Gwen. Il suo carattere vivace ed esuberante la porta ad avere una vita piena di amicizie e relazioni, ma rifiuta di legarsi troppo a lungo alle persone; quando lei e Harry si lasciano, quest'ultimo ha un'overdose di droga, evento che spinge suo padre Norman alla follia, ripristinando i suoi ricordi di Goblin.
Qualche tempo dopo, Gwen muore per mano del Goblin, evento che segna profondamente i suoi amici. Mary Jane cerca di confortare Peter per l'accaduto ma il ragazzo, ancora sconvolto dalla perdita di Gwen, affronta con rabbia MJ per il suo comportamento apparentemente volubile e spensierato, mettendo in dubbio il fatto che lei tenga a lui o a Gwen e affermando che probabilmente non si dispiacerebbe neppure se morisse sua madre, senza sapere che la madre di Mary Jane è effettivamente morta. MJ, profondamente ferita, sta per andarsene, ma poi sceglie di rimanere con lui. L'accaduto segna un punto di svolta nella loro relazione e, nei due anni successivi, lei e Peter approfondiscono ulteriormente il loro rapporto, finché non realizzano i sentimenti che provano reciprocamente e decidono di portare la loro relazione a un livello successivo con un rapporto sessuale. La loro relazione subisce alcuni ostacoli iniziali, dovuti principalmente al carattere irascibile di Mary Jane e alle responsabilità di Peter come Spider-Man, ma alla fine Peter capisce che Mary Jane è l'amore della sua vita. Nonostante ami Peter, MJ non vuole essere legata a relazioni durature; comunque, permette al suo rapporto con Peter di progredire e si trova in difficoltà quando Peter le chiede di sposarlo. La donna si prende del tempo riflettere e rifiuta la proposta. Dopo una serie di esperienze traumatiche correlate all'assenza di Peter e a un pericolo corso da zia May, MJ, emotivamente provata, lascia New York per diversi mesi. Nel frattempo, Peter frequenta altre donne, tra cui Felicia Hardy.
Al ritorno, MJ mostra di essere cambiata nettamente, avendo abbandonato la facciata allegra costante che aveva prima. In seguito a un attacco a Peter da parte di Puma, ammette di essere a conoscenza della sua identità di Spider-Man. Dopo che Peter scopre la storia della sua famiglia, matura un nuovo rispetto per lei e comprende maggiormente il suo comportamento. Mary Jane chiarisce con Peter che i suoi sentimenti non sono cambiati nel sapere che lui è Spider-Man e che lo considera solo come il suo migliore amico.
Nella maggior parte delle storie, Mary Jane intuisce che Peter è Spider-Man attraverso dei piccoli dettagli, sebbene esista una versione nella quale lo scopre quando nota Spider-Man uscire dalla finestra della camera da letto di Peter dopo l'omicidio di suo zio Ben.
Peter riconsidera nuovamente le priorità nella sua vita e decide di riporre per qualche tempo il ruolo di Spider-Man con l'appoggio di MJ, riprendendo la sua relazione con Felicia. Sentendosi in colpa, Peter visita Mary Jane e si scusa con un bacio imbarazzato prima di andare a Berlino con Ned Leeds. In seguito all'uccisione di Ned per mano dello Straniero, un Peter cambiato e amareggiato fa ritorno a New York, dove viene lasciato da Felicia e scopre che Ned è stato incastrato come Hobgoblin. MJ si riavvicina a Peter per sistemare le cose tra loro, ma Parker la sorprende con una seconda proposta di matrimonio che lei rifiuta nuovamente. Dopo aver aiutato sua sorella ad arrestare il padre disonesto e Peter a fermare un criminale, Mary Jane ha un'epifania e accetta di diventare la moglie di Peter.

### Matrimonio
Peter e MJ si preoccupano di sposarsi troppo presto, inoltre Parker teme per la sicurezza di Mary Jane e quest'ultima è riluttante a rinunciare al suo stile di vita da festaiola, ma alla fine i due convolano a nozze e MJ diventa Mary Jane Watson-Parker. Peter inizia a indossare il costume nero di Venom tornando a quello originale quando Mary Jane lo convince, essendo spaventata da Venom.
Dopo il matrimonio Mary Jane continua a fare la modella, ma viene molestata dal suo ricco padrone di casa, Jonathan Caesar, che la rapisce quando lei rifiuta le sue avances. Mary Jane riesce a scappare e lo denuncia, facendolo finire brevemente in carcere, ma lui usa i suoi potenti contatti per ostacolare la sua carriera di modella. Mary Jane ottiene un ruolo insoddisfacente in una soap opera, inoltre Caesar esce di galera ed, essendo ancora ossessionato dalla donna, medita di rapirla nuovamente per portarla su un'isola privata ai Caraibi. La attira in trappola e minaccia di ucciderla, ma viene ucciso da un poliziotto incaricato del caso originale di rapimento di Mary Jane. Quest'ultima, successivamente, riesce a convincere il suo superiore a migliorare la personalità del suo ruolo nella soap opera, ma un fan squilibrato della serie cerca di uccidere Mary Jane per l'odio che prova per il suo personaggio. Per la paura, Mary Jane lascia il suo lavoro nella serie e torna a fare la modella. Questo porta un divario crescente tra lei e Peter, dovuto anche al suo impegno di Spider-Man. Per la frustrazione, Mary Jane flirta brevemente con l'attore Jason Jerome, ma rifiuta di farsi coinvolgere in una relazione clandestina.
La tensione tra lei e Peter aumenta quando Mary Jane riprende a fumare per lo stress, ma lui riesce a farla smettere mostrandole i rischi del cancro ai polmoni. La donna riesce a fare ammenda con la sorella e il padre, mentre Peter si riprende dal trauma dell'apparente ritorno dei suoi genitori defunti. Risolti separatamente i loro problemi, la coppia si riunisce più felicemente di quanto non fosse da tempo.

### Gravidanza
In concomitanza con l'apparizione di Ben Reilly, clone di Peter, Mary Jane scopre di essere incinta. Mentre lei affronta alcune complicazioni durante la gravidanza, Peter e Ben iniziano a dubitare che Ben sia in realtà il vero Peter; conducono dei test (truccati a loro insaputa) che confermano i loro sospetti e, in una discussione che ne segue, Peter colpisce Mary Jane. Parker decide di smettere di vestire i panni di Spider-Man perché lo stress mette in pericolo la moglie e il nascituro, ma dopo essere stato ipnotizzato dallo Sciacallo, tenta di uccidere Mary Jane, venendo fermato da Ben e dalla sua squadra. Dopo un incidente che impedisce a Peter di usare i suoi poteri, lui e Mary Jane si trasferiscono a Portland dove conducono per mesi una vita pacifica e normale finché non decidono di tornare a New York per la nostalgia e in quanto una strana malattia ripristina i poteri di Peter. Durante la crisi di Onslaught, una Sentinella scansiona Mary Jane e rileva anomalie genetiche nel feto.
Il parto è in ritardo coi tempi, quando Mary Jane viene avvelenata da Alison Mongrain, agente del Goblin; di conseguenza, il bambino nasce morto. Ciò, insieme all'uccisione di Ben da parte di Osborn e alla rivelazione che l'inganno di Reilly faceva parte di un piano di Norman per spezzare lo spirito di Peter, porta quest'ultimo a tornare a essere Spider-Man.

### Problemi coniugali
Mary Jane torna al college per specializzarsi in psicologia, ma è tormentata dalle continue manipolazioni di Osborn e prega Peter di smetterla di essere Spider-Man. Lui acconsente e inizialmente si sente più sollevato, ma presto viene colto dai sensi di colpa per aver smesso di aiutare gli altri. Mary Jane ottiene un nuovo contratto da modella mentre Parker riprende a essere Spider-Man di nascosto alla moglie, generando turbamenti nel loro matrimonio. MJ comincia anche a ricevere minacce di morte da parte di uno stalker anonimo e, durante un volo, il suo aereo esplode. Peter resta profondamente scioccato dall'accaduto ma si convince che sia ancora viva, sebbene frequenti altre donne e i suoi amici lo incoraggino ad andare avanti con la sua vita. Si scopre che lo stalker di Mary Jane è un mutante telepatico che si è connesso mentalmente a Peter e vuole prendere il controllo della sua vita, rapendo Mary Jane e tenendola in ostaggio per mesi. L'uomo si uccide dopo aver scoperto le cose terribili commesse da Peter, mentre Mary Jane riesce a ricongiungersi con il marito.
Traumatizzata dal rapimento, Mary Jane si trasferisce a Los Angeles per dedicarsi completamente alla recitazione, allontanandosi da Peter. Dopo un lungo periodo di separazione, i due si riconciliano.

### Guerra civile
Con lo scoppio della guerra civile tra i Vendicatori, l'appartamento di Mary Jane e Peter e la casa di zia May vengono bruciati da Charlie Weidman. Spider-Man si unisce ai Nuovi Vendicatori e lui e la sua famiglia vanno a vivere alla Stark Tower. Mary Jane si adatta rapidamente alla nuova vita con i Vendicatori ed è felice di fare parte del mondo di Spider-Man.
Con lo smascheramento pubblico di Spider-Man, Peter decide di organizzare un trasferimento segreto di Mary Jane fuori dalla torre, avendo messo in dubbio i metodi e le ideologie di Tony Stark e temendo che possa voler usare Mary Jane contro di lui. La donna si trova quindi in grandi difficoltà, risiedendo in un motel economico, faticando a trovare lavoro e trovandosi in costante pericolo con zia May dei nemici di Spider-Man, che ora conoscono la sua vera identità. Un killer al soldo di Kingpin si presenta al nascondiglio di Peter e della sua famiglia e cerca di sparargli, ma colpisce invece zia May. Peter ed MJ cercano di salvarla mantenendo l'anonimato, diventando quindi fuggitivi.

### Il patto con Mefisto
La ferita di May è così grave che la sta portando alla morte; Mefisto si presenta a Peter offrendogli di salvarla in cambio della cancellazione dalla realtà e dalla memoria il matrimonio tra lui e MJ. Rimarrebbe solo una piccola parte subconscia delle loro anime a ricordare il loro amore e vita insieme, così che Mefisto possa nutrirsi di quel dolore per l'eternità.
Nonostante ami Peter, per il bene di May Mary Jane accetta, chiedendo a Mefisto che, in cambio, verrà ripristinata anche l'identità segreta di Spider-Man e che la sua vita torni com'era prima, così da avere una possibilità di essere felice. Ciò porta allo stravolgimento della linea temporale, facendo sì che MJ e Peter, invece di sposarsi, si sono solo "frequentati seriamente per anni".
Non è chiaro se le storie precedenti vadano o meno considerate canoniche. Nella nuova realtà, Mary Jane si è trasferita in California per fare l'attrice, ma torna occasionalmente a New York. Subito dopo l'incantesimo eseguito da Mefisto, Mary Jane e Peter si trovano a una festa di ritorno a casa organizzata per MJ da Harry Osborn e si guardano tristemente di sfuggita senza parlarsi.

### Nuova vita
Mary Jane si mette insieme all'attore Bobby Carr, pur continuando a provare sentimenti per Spider-Man; è più volte tentata di parlare con Peter, senza riuscirci. Mary Jane vive sulla costa occidentale per proseguire la sua carriera d'attrice, ma torna a New York dopo aver scoperto che Carr assume l'ormone della crescita mutante per un ruolo cinematografico. Cerca di ricongiungersi con Peter e gli dice che non può lasciare che un solo momento (la morte dello zio Ben) definisca la sua vita.
Viene rivelato che, prima di accettare il patto con Mefisto, Mary Jane aveva ricattato Mefisto affinché lasciasse stare Peter se lei lo avesse convinto ad acconsentire all'accordo, così da proteggerlo. Peter e MJ parlano e riconoscono di voler essere amici, ricordando l'interruzione della loro relazione: Peter si perse il loro matrimonio a causa delle sue attività da Spider-Man, portando MJ a chiedergli di ritirarsi dalla lotta al crimine. Quando lui rifiutò, Mary Jane si convinse del fatto che non potessero sposarsi, in quanto i loro eventuali futuri figli sarebbero stati messi in pericolo dalla sua attività da supereroe.
Quando Mary Jane viene ferita da un sicario, Spider-Man la salva e la porta dal Dottor Strange affinché la guarisca, chiedendo al mago di far dimenticare a tutti che lui è Spider-Man. Strange acconsente ma, all'ultimo, Peter decide di far sì che anche Mary Jane conservi il ricordo. Lei gli dice che, sebbene lo ami ancora, non si ritiene abbastanza forte dallo stare al suo fianco, incitandolo a frequentare qualcuno che possa stare con lui. Peter inizia una relazione con Carlie Cooper e, sebbene inizialmente sia gelosa, MJ alla fine accetta e rispetta la cosa, incoraggiando Peter a rivelarle la sua identità segreta.

### Spider-Island e Ends of the Earth
Gran parte di New York viene infettata da un virus che conferisce ai suoi abitanti abilità simili a quelle di Spider-Man. MJ, che non manifesta alcun potere, rimane coinvolta in una serie di rivolte in tutta la città, fino a essere salvata dall'intervento della Future Fondation. Mary Jane rintraccia Peter e Carlie (quest'ultima in possesso dei poteri di ragno) e lo incoraggia a reagire contro il caos; in seguito, anche lei ottiene i superpoteri con cui aiuta i cittadini indifesi. Successivamente, i cittadini di New York vengono curati.
Poco dopo, Carlie lascia Peter avendo dedotto la sua identità segreta e inizia a legare con MJ grazie alle loro esperienze con Spider-Man. In seguito, Mary Jane acquista una discoteca.

### "Dying Wish" eThe Superior Spider-Man
Dopo un certo periodo passato come amici intimi, Peter cede nuovamente al suo innamoramento per MJ e i due riprendono a frequentarsi, senza che lei sappia che la mente di Peter è stata scambiata con quella di Otto Octavius, mentre il vero Parker è intrappolato nel corpo morente del criminale. Peter riesce a evadere di prigione, ma il corpo soccombe prima che possa completare la procedura di scambio, quindi riversa tutti i suoi ricordi e le sue esperienze nella mente di Octavius, spingendolo a sviluppare una certa responsabilità. Octopus, come Peter, frequenta Mary Jane, la quale nota diversi cambiamenti drastici nel suo comportamento, come l'alto consumo di alcol e il trattamento aggressivo che riserva alle persone a lui vicine, quindi respinge le sue avances. Successivamente, Octavius salva Mary Jane dall'Avvoltoio; lei si accinge a baciarlo, ma stavolta è lui a impedirglielo in quanto ha sviluppato sentimenti genuini per lei, pur promettendo di continuare a proteggerla.
Peter torna nel proprio corpo e spiega a Mary Jane quello che è successo negli ultimi mesi; turbata, Mary Jane afferma che, nonostante sappia che le azioni di Octavius non sono colpa di Peter, non può continuare a essere influenzata dalla sua doppia vita, pertanto decide di costruire la propria vita, grazie anche ai successi ottenuti di recente.

### All-New, All-Different Marvel
Dopo aver lasciato Ollie e in seguito alla distruzione del suo nightclub durante una battaglia tra supereroi, Mary Jane va a Chicago per ospitare l'apertura di un nuovo locale. Tuttavia, di scatena un'altra battaglia tra super e, nonostante Mary Jane aiuti gli eroi a fermare il criminale Masque, la discoteca viene danneggiata irrimediabilmente. Qualche giorno dopo, Tony Stark raggiunge la donna a Grant Park e si offre di farla lavorare per lui. Mary Jane va quindi alla Stark Tower per un colloquio, ma vengono interrotti con la scomparsa di War Machine. Prima che Stark parta a cercarlo, MJ gli dà il numero di emergenza di Peter Parker. Inizialmente MJ rifiuta il lavoro in quanto si sente a disagio per la presenza di FRIDAY, ma poi Tony la convince ad aiutarlo a impedire al consiglio di amministrazione di impossessarsi della sua azienda mentre lui è in missione; Mary Jane e FRIDAY convincono il consiglio che Mary Jane è la nuova amministratrice esecutiva e che la società è in buone mani.
Durante un evento della Parker Industry, Mary Jane (che ora lavora per Stark) partecipa con Tony, mettendo molto a disagio Peter. Incontra poi Betty Brant e Harry Osborn e i tre scoprono che l'uomo d'affari Augustus Roman è in realtà un potente essere che sta imprigionando eroi e criminali per aumentare la propria forza. Spider-Man e Iron Man cercano di fermarlo, ma vengono sconfitti; Mary Jane indossa quindi l'armatura di Iron Spider e usa la sua esperienza con l'armatura di Iron Man e con i poteri di ragno sulla Spider-Island per assistere i due eroi a combattere Roman. Peter ricorda di non dover lasciare che il suo lavoro abbia la priorità sui suoi cari, quindi avverte Stark di non dare MJ per scontata, in quanto lui non si è reso conto di averla persa finché lei non è andata avanti.
In seguito alla seconda guerra civile, Stark cade in stato comatoso e il suo corpo scompare. Mary Jane investiga con l'aiuto di Riri Williams e Amanda Armstrong, cercando di rintracciarlo con FRIDAY, senza successo in quanto Stark devia la loro ricerca per avere un po' di tempo per riprendersi.
Dopo il fallimento dell'azienda di Peter, lui ottiene una nuova carriera come redattore scientifico del Daily Bugle e Mary Jane inizia a sostenerlo maggiormente. I due sviluppano di nuovo una relazione romantica, sebbene Mary Jane sia combattuta per l'operato di Spider-Man del partner, in quanto vorrebbe che smettesse ma sa che le persone contano sull'eroe.
Norman Osborn diventa il Red Goblin, quindi Mary Jane, avvertita da Peter, rafforza le difese della Stark Tower per proteggersi dai simbionti. Tuttavia, arriva per primo Venom, che resta ferito al posto di Red Goblin. MJ sopravvive a uno scontro ed esorta Peter ad assorbire il simbionte Venom per fermare l'avversario. Viene poi curata insieme alle altre vittime del simbionte da Flash Thompson.

### Fresh Start
La vita personale di Peter subisce duri colpi: viene licenziato dal Daily Bugle in quanto il lavoro che gli ha conferito il suo dottorato è frutto di plagio (dal momento che Octopus ha riciclato il suo lavoro mentre possedeva il corpo di Peter), mentre Kingpin esclude Spider-Man nella sua nuova politica anti-vigilante di New York, con lo scopo di isolarlo dagli altri eroi. Nel mentre, Peter riprende a frequentare MJ, convincendola a riprovare ad avere una relazione.
Mary Jane viene incoraggiata da Carlie Cooper a unirsi a un'unità di supporto speciale per soci, amici e partner di supereroi gestita da Jarvis, che si complimenta con lei per come riesce a gestire la situazione. Peter riprende a studiare all'università e gli viene offerto di fare da assistente a Curt Connors. Mary Jane cerca di assistere Peter, preoccupandosi ogni volta che si trova in missione. Dopo aver salvato un'attrice da un attacco di Electro, il pubblico riscopre la sua carriera da attrice e, su incoraggiamento di Peter, MJ accetta di andare a Hollywood per due mesi per girare un nuovo film. Peter non riesce a salutarla prima che parta in aereo a causa di un'impresa, dispiacendosi profondamente in quanto sperava di farle un'offerta di matrimonio.
Mary Jane realizza che il produttore del film è in realtà Mysterio ed MJ accetta di collaborare con lui quando l'Avvoltoio inizia ad attaccare il progetto in quanto si sente offeso per l'uso della sua immagine non autorizzata nella pellicola. Mary Jane assiste successivamente a un omicidio e viene posta sotto la protezione testimoni. Torna a New York nel mezzo del caos causato da Kindred, dove viene coinvolta in uno scontro frontale, ma sopravvive e viene salvata da Norman Osborn, che ora afferma di essere cambiato e le chiede aiuto per raggiungere suo figlio Harry, che è Kindred. Harry imprigiona Peter e i suoi alleati e tortura Parker, ma Mary Jane si presenta e finge di essere colpita mortalmente da Norman, così da distrarre Harry e farlo catturare da Osborn e Fisk.
Mary Jane decide di rimanere a New York per aiutare Peter ad affrontare le conseguenze dell'attacco di Kindred, portandolo al vecchio teatro in cui è stato scoperto il suo talento e incoraggiandolo a usare l'arte per sfogare le sue frustrazioni. Con la conclusione del film di MJ, i due partecipano alla premiere e Mary Jane pianifica di rivelare a Peter il ruolo di Mysterio nella produzione quella sera stessa. Tuttavia, i Savage Six attaccano l'evento per vendicarsi di Mysterio. Mary Jane rimane indietro per soccorrere i civili e in suo aiuto intervengono Spider-Man e Mysterio, che espone la sua identità a Peter, ai Sinistri Sei e ai Savage Six. Mary Jane rassicura Peter, garantendo per Mysterio.
Successivamente. Octavius offre a Beck la possibilità di unirsi ai Sinistri Sei se li aiuterà a catturare Mary Jane, ma lui rifiuta e fugge con la donna, rivelandole che, dopo essere morto e tornato in vita, si è prostrato agli ordini di Kindred, a cui ora consegna Mary Jane. Kindred si scopre essere Harry che usa come ospite il corpo di Sarah Stacy, fino a quel momento creduta figlia di Norman Osborn e di Gwen Stacy ma in realtà un clone; inoltre, Mary Jane apprende che Mysterio ha manomesso i suoi ricordi per istigarla a credere che Sarah e il suo gemello Gabriel fossero figli di Gwen.
Kindred rapisce Mary Jane per portarla all'Inferno, ma lei scappa e arriva a casa di Sarah e Gabriel a Parigi, dove si occupa di Peter fino all'arrivo dei gemelli, che combattono contro Parker mentre Norman confessa a Mary Jane di aver stretto un patto con Mefisto. Harry (che si scopre essere un clone) viene ucciso e Peter salvato da Mary Jane; il loro amore reciproco libera i gemelli dall'influenza di Mefisto, permettendo loro di morire.
A Las Vegas, il Dottor Strange viene coinvolto in una scommessa ad alto rischio con Mefisto per liberare l'anima del vero Harry, riuscendo a succedere. Strange chiede a Mefisto perché sia così interessato a Peter e il demone rivela di aver previsto un futuro nel quale Parker lo sconfiggerà e porrà fine al suo regno sulla Terra. Strange ricorda a Mefisto che l'amore che Peter condivide con i suoi affetti migliorerà sempre la sua vita e quella degli altri. La visione del futuro di Mefisto cambia, mostrando una Donna Ragno con i capelli rossi, non Peter, a sconfiggerlo.

### Spider-Man Beyond
In seguito alla morte di Harry, accorgendosi del lutto di Peter, Mary Jane gli consiglia di prendersi una pausa dall'attività di Spider-Man per elaborare la perdita come si deve. Parker viene però coinvolto in una battaglia con gli U-Foes, rimanendo gravemente ferito e venendo ricoverato in ospedale. Informata da Ben Reilly della situazione, MJ si arrabbia con lui ritenendolo responsabile della situazione di Peter. Prima di cadere in coma, Parler dà a Ben la sua benedizione per prendere le redini di Spider-Man in sua assenza. Successivamente, Peter si sveglia e Mary Jane si prende cura di lui, salvandolo da un serial killer che si aggira per i reparti dell'ospedale.
In seguito, Mary Jane e Felicia Hardy si alleano per salvare Peter dal criminale Hood; Mary Jane si traveste da Gatta Nera per recuperare il mantello perduto di Hood, così da restituirglielo. Peter si sveglia e vede le due donne assieme, ma pensa sia un sogno. Riuscendo a condividere un momento amichevole, Felicia ammette che MJ è "perfetta" per Peter.
Mary Jane viene raggiunta da Janine Godbe, la fidanzata di Ben Reilly, che le spiega che Ben è attualmente impiegato dalla società Beyond. MJ accompagna Janine al Daily Bugle, ma vengono attaccate dalla dottoressa Ashley Kafka, psichiatra di Ben che è diventata la Regina Goblin dopo essere stata infettata da tutti i peccati di Norman Osborn. Ben interviene, ma ha subito una manomissione mentale da parte di Beyond per essere più controllabile, perdendo il suo altruismo e senso di responsabilità, ragion per cui salva solo Janine abbandonando Mary Jane. Felica si mette in mezzo allo scontro per salvare Mary Jane e viene spinta al suicidio dai poteri di Kafka, prima di essere fermata da Peter. Quest'ultimo cerca di far rinsavire Ben, ma fallisce e viene picchiato da lui. Mary Jane condivide il suo dolore per la perdita di Ben e lo aiuta nella riabilitazione fisica. Dopo alcune settimane, Mary Jane invita Peter a rimanere con lei e lui accetta, ma i due sono interrotti dall'arrivo di un misterioso essere che dice a Peter di venire con lui.

### Sei mesi dopo / Hellfire Gala
A seguito di un incidente che decima una parte della Pennsylvania, Peter si ritrova alienato dalla comunità dei supereroi e in cattivi rapporti con Mary Jane. I due si sono lasciati e Mary Jane ora sembra uscire con un uomo di nome Paul, con i figli dell'uomo che vedono Mary Jane come una figura materna e la figlia che le somiglia fisicamente. Nonostante non si parlino più, Mary Jane mostra ancora preoccupazione per Peter quando Felicia le fa visita chiedendole dove si trovi attualmente.
Qualche tempo dopo, Mary Jane e sua zia Anna diventano ambasciatrici del marchio per le cure mediche fornite dalla nazione insulare mutante di Krakoa, in quanto ora Anna soffre di demenza . Mary Jane organizza un incontro con Norman Osborn per verificare che i trattamenti siano sicuri; a Alla Oscorp, incontra Peter, che si scusa per aver tentato di chiamarla regolarmente quando lei non voleva essere contattata. Mary Jane accetta le sue scuse e tenta di dirgli cosa prova al momento, ma vengono interrotti da Paul. È implicito che Paul abbia avuto un incontro viscerale con Peter in passato. Mary Jane e Paul se ne vanno, con MJ che dice a Paul che ha le garanzie di cui ha bisogno per provare le medicine e si prepara per partecipare all'annuale Hellfire Gala. MJ in seguito viene stordita da Moira MacTaggart, che prende possesso del suo corpo per infiltrarsi al gala.
Moira interagisce con molti dei presenti, tra cui suo figlio Proteus e Peter. Alla fine, gli X-Men scoprono la verità dietro l'infiltrazione di Moira e Mary Jane si libera temporaneamente dal controllo di Moira per cercare di avvertire Logan della sua situazione. Moira fugge da Krakoa insieme a un clone di Mister Sinister chiamato Dottor Stasis, mentre Mary Jane viene salvata da Peter e Logan. Al ritorno a New York, MJ rifiuta di parlare con Peter e litiga con lui in quanto lo accusa di non capire le sue responsabilità.

### Dark Web
Mentre gli amici di Peter si riuniscono al Coffee Bean per onorare la memoria di Harry Osborn, morto due volte, Mary Jane decide di riappacificarsi con Peter. Dopo la festa torna a casa, ma viene attaccata con la sua famiglia da alcuni demoni. Felicia arriva sul posto e scopre che Mary Jane sta manifestando senza controllo dei nuovi poteri, che usa per proteggere la sua famiglia. Mary Jane dice a Hardy di non farne parola con Peter, quando le due vengono teletrasportate nel Limbo dove incontrano il Conte Belsaco, che chiede loro di rubare per lui la Spada dell'Anima, così da riconquistare il Limbo. Le donne vengono salvate da S'ym.

### Il segreto di Paul Rabin
Pochi mesi dopo la prova del Limbo, Mary Jane si prepara per una gita al parco con la sua famiglia, quando all'improvviso una bufera di neve si abbatte sulla città. Al centro della bufera di neve c'è un essere che i bambini identificano come "l'uomo scarabocchio", quindi MJ esorta Paul a portare i bambini in salvo mentre lei si dirige verso la scena dell'incidente. Paul promette di tornare da lei quando i bambini saranno al sicuro, mentre MJ chiama Peter per dirgli che "lui" è tornato.
Si scopre che, un anno prima, l'individuo misterioso che aveva interrotto Peter e MJ nel loro appartamento era stato Benjamin Rabin, emissario del dio maya degli inganni Wayeb'. Rabin marchiò Peter e Mary Jane con il simbolo del sacrificio e li mandò in un futuro alternativo, dove incontrarono Paul. Paul spiegò loro che Spider-Man è essenziale per completare una cerimonia che consentirà a Wayeb' di conquistare la Terra. Peter costruisce un dispositivo per tornare indietro e cerca di convincere Mary Jane a usarlo ma, quando Wayeb' li attacca, MJ attiva il dispositivo per rimandare indietro Peter e tranciare a metà l'essere, rimanendo intrappolata nell'altro regno con Paul mentre Peter e parte del corpo di Wayeb' si schiantarono in Pennsylvania, causando il disastroso incidente. A causa dello spostamento alternativo del tempo nella dimensione di Paul, Mary Jane trascorse quattro anni lì e lei e Paul arrivarono a dipendere l'una dall'altro per la sopravvivenza, adottando due bambini piccoli chiamati Romey Stephanie e Owen Watson. Peter, con l'aiuto di Norman Osborn, riuscì a tornare a prenderli, solo per scoprire che MJ non era disposto a separarsi dalla sua nuova famiglia. All'insaputa di MJ e Peter, ciò era dovuto a una maledizione inflitta a Mary Jane da Rabin, che pregò i suoi dei affinché MJ, col tempo, arrivasse ad "accettare le catene" che la legavano. Peter dedusse che Paul era il figlio dell'universo alternativo di Rabin, ma Mary Jane rivela che Paul glielo aveva già confessato e che Paul stava cercando di rimediare al ruolo che aveva nell'aiutare suo padre a devastare il mondo da cui proveniva.
Nel presente, Rabin progetta la morte della "donna scarlatta" in modo da poter ascendere alla divinità. Nella battaglia finale con Rabin, Peter scopre che Mary Jane ha dei poteri, Kamala Khan viene uccisa e Stephanie e Owen svaniscono, rivelandosi essere le catene di cui parlava Rabin. Ora senza catene, MJ soffre insieme a Peter e Paul per la perdita dei bambini.
Non volendo vivere nel loro appartamento senza i figli, Mary Jane e Paul vanno a vivere con Anna. Mary Jane e Peter riallacciano la loro amicizia e Peter aiuta MJ con le celebrazioni del compleanno di Anna. All'insaputa di MJ, l'organizzazione terroristica mutante Orchis inserisce nella fornitura di medicinali Krakoan di sua zia un codice di uccisione che trasforma Anna in una bestia omicida. Peter e MJ riescono a sottometterla usando i sonniferi di MJ e l'affidano a Ravencroft.

### Jackpot
Affrontando una grave depressione per la perdita di Owen e Stephanie, Mary Jane riceve la visita di Felicia, appena uscita da una relazione con Peter, che la convince a usare la tecnologia del suo orologio speciale per aiutare le persone bisognose di aiuto. Felicia fornisce a Mary Jane un costume e quest'ultima ammette di aver finalmente capito il mantra di Peter secondo cui " da un grande potere devono derivare anche grandi responsabilità ". Si dirige verso la città nei panni del suo nuovo alter ego in costume Jackpot.
Poco dopo, Mary Jane e Paul vengono avvicinati da Norman Osborn che li avverte che Peter sta dando loro la caccia, essendo stato infettato dai peccati di Osborn. Peter rapisce Paul, intenzionato a vendicarsi in quanto lo accusa di avergli "rubato" Mary Jane. La donna affronta Peter, utilizzando i poteri del suo orologio tecnologico, e salva Paul. Quando la regina Goblin tenta di uccidere Peter, Mary Jane impedisce l'attacco e lo protegge, questo consente a Norman e Kraven di riuscire a rimuovere i peccati da Peter. Pieno di rimorso, Parker viene confortato da Mary Jane, che non lo incolpa per quello che hanno passato, e i due iniziano a riconnettersi emotivamente.

## Altre versioni

### What if?
- In E se Kraven avesse ucciso Spider-Man?, Mary Jane appare come vedova di Peter.
- In E se House of M, una realtà dove Scarlet ha rimosso i poteri di tutti i supereroi, Mary Jane è sposata felicemente con Peter, con cui ha una figlia di nome May.
- In E se I Fantastici Quattro fossero stati uccisi da De'Lila?, Spider-Man fa parte dei nuovi Fantastici Quattro insieme a Hulk, Ghost Rider e Wolverine, mentre Mary Jane è una casalinga.

### Ultimate Mary Jane
La versione Ultimate di Mary Jane Watson è una compagna di liceo di Peter Parker, che le rivela nel tredicesimo numero di essere l'Uomo Ragno. Sua fidanzata, offre spesso il suo appoggio a Peter e lo appoggia nella sua carriera da supereroe, tanto che spesso è anch'essa minacciata dai supercriminali nemici dell'Uomo Ragno. Negli ultimi tempi la relazione con Peter Parker si è incrinata, soprattutto per causa della doppia vita di Parker, che tende a escluderla per proteggerla, e Parker ha avviato una storia con Kitty Pryde degli Ultimate X-Men.
Durante la saga del clone è stata rapita da uno dei cloni mal riusciti di Spider-Man, che la porta nei laboratori abbandonati della Oscorp esponendola al siero Oz, a dir suo per proteggerla, trasformandola in una specie di goblin rosso, che viene fermato dall'arrivo del vero Spider-man e del suo clone femminile. Alla fine della saga viene curata da Mister Fantastic e si rimette con Peter. Al debutto di Ultimate Comics Spider-Man, si è visto Peter stare insieme a Gwen; per ragioni ignote ha rotto con Mary Jane.
Durante l'attacco di Goblin a casa di Peter aiuta l'amato investendo Goblin con un camion; tuttavia, non riuscendo a ucciderlo, viene allontanata da Peter. Mary Jane assiste allo scontro in cui Spider-Man muore sconfiggendo Goblin.

### Terra-982
In questo universo Mary Jane ha avuto da Peter una bambina chiamata Mayday, Peter ha sacrificato una gamba per proteggerla da Goblin, ritirandosi dai panni dell'Uomo Ragno. Divenuta adolescente May è diventata Spider-Girl combattendo il crimine e anche se Mary Jane e suo padre non accettano di buon grado questo sua scelta, in seguito hanno dovuto ricredersi. Mary Jane e Peter hanno avuto un altro figlio, il piccolo Ben.

### Exiles
In questo universo è stata Mary Jane Watson ad essere morsa dal ragno radioattivo e a diventare una supereroina, con il nome di Donna Ragno. Inoltre in questa versione Mary Jane è lesbica. Il suo mondo fu piegato dal virus Legacy che aveva infettato tutti i supereroi, ma grazie agli Exiles riuscirono a distruggere il virus sfruttando il sangue degli asgardiani. Nella missione s'innamorò di una delle componenti degli Exiles, Mariko Yashida (una Sole Ardente alternativa), ma vennero separate e poi ricongiunte quando questa Mary Jane si unì al gruppo. Quando Mariko Yashida morì gli Exiles portarono il cadavere di quest'ultima sulla terra della Donna Ragno.

### House of M
In questa versione, Mary Jane è un'attrice di fama mondiale ed è una dei pochi umani che piacciono alla popolazione mutante; ha una relazione con Tony Stark. Ha recitato numerosi film con Spider-Man, portando l'eroe a essere scambiato per un mutante dalla popolazione.

### Noir
In quest'universo Mary Jane Watson è una volontaria presso il Bowery Welfare Center gestito da May Parker. Peter però in genere la ignora dato che prova forti sentimenti per Felicia Hardy.

### Mangaverse
Nell'Universo Mangaverse Mary Jane veste i panni di Spider-Woman.

## Poteri e abilità
Per molti decenni, Mary Jane Watson non ha avuto superpoteri ed è stata semplicemente una modella, attrice e imprenditrice di talento, con quello che ne consegue in termini di elasticità, forma fisica e capacità di ingannare, ed è in grado di occultare le sue fattezze con trucchi semplici ma efficaci. Mary Jane ha usato le sue abilità nel design della moda e nel cucito in molte occasioni per realizzare e riparare i costumi d'azione del marito. Ha una moderata esperienza in autodifesa, dato che ha avuto molti allenatori, compreso Capitan America. È stata in grado di respingere gli attaccanti di normale forza e abilità, tra cui il Camaleonte usando una mazza da baseball e uno stalker ossessivo usando una stecca.
Nella Terra 1048 è una giornalista di grande talento per il Daily Bugle, con eccezionali capacità di investigazione e pensiero logico. È in grado di persuadere i soggetti intervistati, comprensiva e molto capace di prendersi cura di sé stessa.

## Altri media

### Cinema

Mary Jane Watson interpretata da Kirsten Dunst nel film Spider-Man.

- Mary Jane Watson è la protagonista femminile della trilogia cinematografica di Spider-Man realizzata da Sam Raimi, interpretata da Kirsten Dunst (doppiata in italiano da Domitilla D'Amico), ma il suo ruolo è invertito rispetto ai fumetti della continuity classica, ed è posto al centro della vita di Peter Parker subito come suo principale interesse amoroso inizialmente non corrisposto e sua vicina di casa fin dall'infanzia. Come ritratta nella trilogia, è una giovane donna gentile, bellissima, dolce, allegra, appassionata ed energica che è un'aspirante attrice, sebbene gli abusi domestici da parte del padre l'abbiano resa insicura sulle proprie capacità. È un po' ingenua e lotta con l'impulso e il bisogno di impressionare le persone che ritiene importanti. Sebbene all'inizio frequentasse compagni di scuola snob, maleducati, vanitosi e indifferenti, Mary Jane è un'amica leale e calorosa, e non è mai prepotente con Peter, dal quale prova attrazione nel corso del primo film. Ha una relazione iniziale con Flash Thompson, poi con Harry Osborn e, nel secondo film, sembra destinata a sposare John Jameson, infine rendendosi conto di non amarlo veramente. In Spider-Man 2 scopre finalmente l'identità segreta di Peter e l'accetta, ma in Spider-Man 3 fa fatica ad adattarsi ai suoi ritmi da supereroe ed è infastidita dalla vicinanza fra Peter e la frivola Gwen Stacy, decidendo quindi di lasciarlo. Nel finale viene però lasciato intendere che per lei e Peter c'è ancora una possibilità. A causa della sua vicinanza con Peter Parker viene costantemente presa di mira dai suoi nemici (il Goblin, il Dottor Octopus, Venom e l'Uomo Sabbia).[107]
  - Pur non apparendo direttamente, Mary Jane viene menzionata tre volte nel ventisettesimo film del Marvel Cinematic Universe Spider-Man: No Way Home: il Peter Parker proveniente dall'universo della trilogia di Sam Raimi (catalogato anche come la Terra-96283) rivela che lui e Mary Jane, nonostante le difficoltà di Peter nel condurre la sua doppia vita, sono alla fine riusciti a rimanere insieme. Anche il Dottor Octopus e Norman Osborn la menzionano indirettamente; quest'ultimo, nel conoscere la fidanzata del Peter Parker del MCU, crede che si tratti di Mary Jane, ma la ragazza lo corregge ricordando che il suo soprannome "MJ" sta per "Michelle Jones".
- Sarebbe dovuta comparire nel film The Amazing Spider-Man 2 - Il potere di Electro (2014), ma successivamente il suo personaggio venne eliminato. In questo film a vestire i suoi panni sarebbe stata l'attrice Shailene Woodley.
- Nei film del MCU (Spider-Man: Homecoming, Spider-Man: Far from Home, Spider-Man: No Way Home e Spider-Man: Brand New Day) il principale interesse amoroso di Peter è Michelle Jones-Watson, interpretata da Zendaya, ed è un personaggio ideato appositamente per il MCU. La ragazza si fa soprannominare dai suoi amici MJ (chiaro omaggio a Mary Jane).

### Televisione
- Mary Jane Watson è apparsa nelle serie animate L'Uomo Ragno, Spider-Man - L'Uomo Ragno, Spider-Man Unlimited, Spider-Man: The New Animated Series, The Spectacular Spider-Man, Ultimate Spider-Man e Spider-Man.

### Videogiochi
Mary Jane Watson appare anche nel gioco come una giornalista Spider-Man per PlayStation 4 (2018). E anche nel seguito Spider-Man 2 per PlayStation 5 (2023)

## Accoglienza

### Fumetti
A partire dal suo memorabile debutto, Mary Jane Watson si è guadagnata un posto nei sondaggi sui fumetti nel corso degli anni, rendendola il personaggio privo di superpoteri più popolare nell'universo Marvel e uno degli interessi amorosi femminili più noti nella cultura pop dei supereroi.
Mike Avila di Syfy ha definito Mary Jane "incredibilmente popolare", dicendo, "La ragazza della porta accanto dai capelli rossi — che è stata presa in giro, ma non vista, durante i primi anni di Spider-Man — ha fatto il più grande ingresso nella storia dei fumetti nell'ultima pagina di Amazing Spider-Man #42. Il pannello disegnato da John Romita Sr. ha introdotto una vivace rossa che alla fine sarebbe diventata non solo la persona più importante nel mondo di Peter Parker, ma una superstar dei fumetti a sé stante."
Darby Hart di Screen Rant ha affermato, "Mary Jane Watson è stata uno dei personaggi più significativi nel mondo dell'Uomo Ragno sin dal suo debutto ed è cresciuta ben oltre la figura standard della fidanzata o della damigella in pericolo che era comune nei fumetti al momento della sua nascita negli anni '60. Le sue più grandi storie di fumetti l'hanno dimostrata come uno dei personaggi più indipendenti e coraggiosi dell'universo Marvel."
Risulta 43ª nella classifica «Le 100 donne più sexy dei fumetti» di Comics Buyer's Guide.

### Riconoscimenti
- Nel 2014, CBR.com ha classificato Mary Jane al 2° posto nella lista dei "7 migliori personaggi femminili del multiverso di Spider-Man".[114]
- Nel 2022, CBR.com ha classificato lei e Peter Parker al 3º posto nella lista delle "10 migliori coppie Marvel".[115]

### Serie di film di Sam Raimi
Nonostante sia stata ritratta come una damigella in pericolo per tutti e tre i film, l'interpretazione di Kirsten Dunst del personaggio è stata generalmente ben accolta.
Owen Gleiberman di Entertainment Weekly ha sottolineato la capacità di Dunst di "prestare anche alla più piccola battuta un solletico di musica civettuola". Nella recensione del Los Angeles Times, il critico Kenneth Turan ha notato che Dunst e Tobey Maguire hanno stabilito una connessione reale sullo schermo, concludendo che la loro relazione "coinvolgeva il pubblico in una misura raramente vista nei film".
Tuttavia, gli elementi del suo personaggio sono stati accolti con una risposta mista. Nella sua recensione di Spider-Man 3, Ryan Gilbey del NewStatesman è stato critico nei confronti del personaggio di Dunst: "Gli autori non sono riusciti a trovare molto da fare per Mary Jane se non urlare molto". Allie Gemmill di Bustle ha scritto nel 2017 che i film ritraggono Mary Jane come una costante damigella in pericolo e hanno dato l'illusione che fosse definita principalmente dagli uomini della sua vita. Al contrario, Adadora Asidianya ha scritto che Mary Jane fornisce una voce della ragione per Peter, sia come amica che come interesse amoroso.
Il "bacio capovolto" tra Spider-Man e Mary Jane nel film del 2002 è ora considerato uno dei momenti più iconici della storia del cinema. Entertainment Weekly ha inserito il bacio in Spider-Man nella lista dei migliori di fine decennio, dicendo: "C'è una linea sottile tra romantico e banale. E il bacio bagnato dalla pioggia tra Spider-Man e Mary Jane del 2002 balla il tip tap proprio su quella linea. Il motivo per cui funziona? Anche se sospetta che sia Peter Parker, non cerca di scoprirlo. E questo è sexy."